# Smithville (Georgia)
Smithville – miasto w Stanach Zjednoczonych, w stanie Georgia, w hrabstwie Lee.